# Coupe de Russie 2011
Navigation
Édition précédente Édition suivante
La Coupe de Russie est une compétition internationale de patinage artistique qui se déroule en Russie au cours de l'automne. Elle accueille des patineurs amateurs de niveau senior dans quatre catégories: simple messieurs, simple dames, couple artistique et danse sur glace. En 2011 elle s'appelle également Coupe Rostelecom (Rostelecom Cup en anglais).
La seizième Coupe de Russie est organisée du 24 au 27 novembre 2011 au Megasport Arena à Moscou. Elle est la sixième compétition du Grand Prix ISU senior de la saison 2011/2012.

## Résultats

### Messieurs

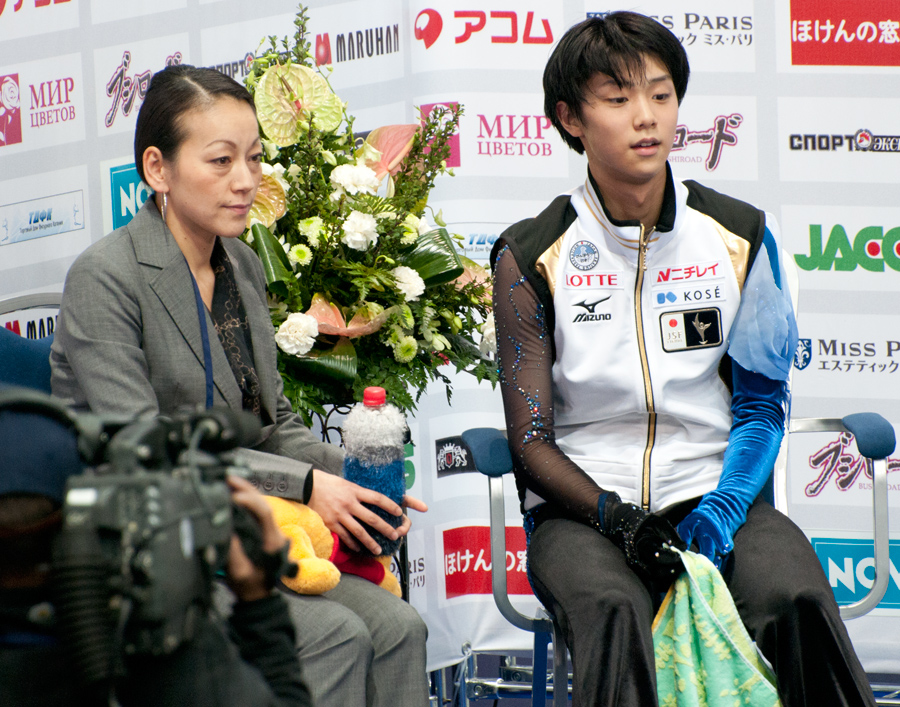
Le médaillé d'or Yuzuru Hanyu dans le kiss and cry avec son entraîneur Nanami Abe

| Rang | Nom                | Pays       | Points | Programme court | Programme court | Programme libre | Programme libre |
| ---- | ------------------ | ---------- | ------ | --------------- | --------------- | --------------- | --------------- |
| 1    | Yuzuru Hanyu       | Japon      | 241.66 | 2               | 82.78           | 2               | 158.88          |
| 2    | Javier Fernández   | Espagne    | 241.63 | 4               | 78.50           | 1               | 163.13          |
| 3    | Jeremy Abbott      | États-Unis | 229.08 | 1               | 83.54           | 5               | 145.54          |
| 4    | Michal Březina     | Tchéquie   | 226.35 | 3               | 79.01           | 3               | 147.34          |
| 5    | Artur Gachinski    | Russie     | 221.43 | 5               | 74.73           | 4               | 146.70          |
| 6    | Andrei Rogozine    | Canada     | 197.85 | 7               | 65.11           | 7               | 132.74          |
| 7    | Sergey Voronov     | Russie     | 197.19 | 8               | 61.15           | 6               | 136.04          |
| 8    | Konstantin Menshov | Russie     | 192.68 | 9               | 60.91           | 8               | 131.77          |
| 9    | Brandon Mroz       | États-Unis | 185.49 | 6               | 69.35           | 9               | 116.14          |

### Dames

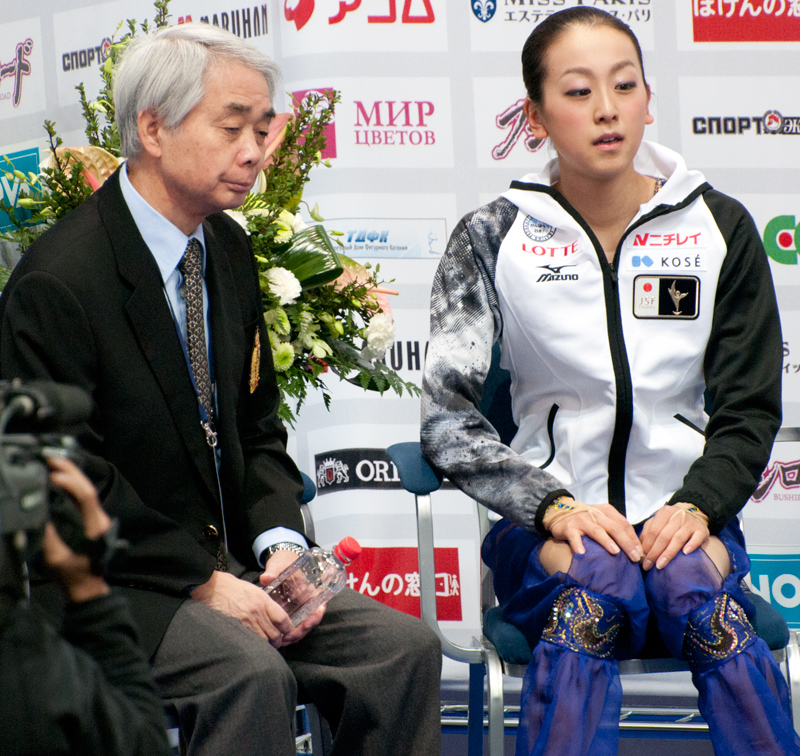
La médaillée d'or Mao Asada dans le kiss and cry avec son entraîneur Nobuo Satō

| Rang | Nom               | Pays       | Points | Programme court | Programme court | Programme libre | Programme libre |
| ---- | ----------------- | ---------- | ------ | --------------- | --------------- | --------------- | --------------- |
| 1    | Mao Asada         | Japon      | 183.25 | 1               | 64.29           | 1               | 118.96          |
| 2    | Alena Leonova     | Russie     | 180.45 | 2               | 63.91           | 2               | 116.54          |
| 3    | Adelina Sotnikova | Russie     | 169.75 | 3               | 57.79           | 3               | 111.96          |
| 4    | Sofia Biryukova   | Russie     | 166.07 | 4               | 56.30           | 4               | 109.77          |
| 5    | Kiira Korpi       | Finlande   | 160.92 | 5               | 55.81           | 5               | 105.11          |
| 6    | Haruka Imai       | Japon      | 154.76 | 6               | 55.20           | 6               | 99.56           |
| 7    | Agnes Zawadzki    | États-Unis | 149.38 | 7               | 53.81           | 8               | 95.57           |
| 8    | Amélie Lacoste    | Canada     | 148.48 | 9               | 50.63           | 7               | 97.85           |
| 9    | Rachael Flatt     | États-Unis | 147.63 | 8               | 53.36           | 9               | 94.27           |
| 10   | Christina Gao     | États-Unis | 117.77 | 10              | 39.64           | 10              | 78.13           |

### Couples

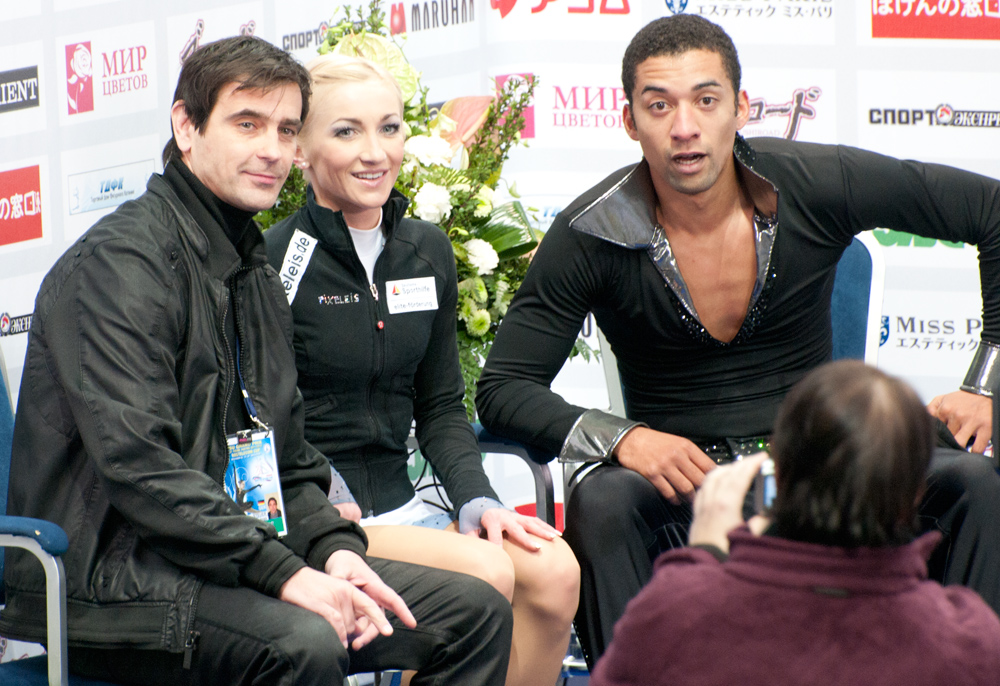
Les médaillés d'or Aljona Savchenko et Robin Szolkowy dans le kiss and cry avec leur entraîneur Ingo Steuer

| Rang | Nom                                  | Pays       | Points | Programme court | Programme court | Programme libre | Programme libre |
| ---- | ------------------------------------ | ---------- | ------ | --------------- | --------------- | --------------- | --------------- |
| 1    | Aljona Savchenko / Robin Szolkowy    | Allemagne  | 208.69 | 1               | 68.72           | 1               | 139.97          |
| 2    | Yuko Kavaguti / Alexandre Smirnov    | Russie     | 197.84 | 2               | 65.17           | 2               | 132.67          |
| 3    | Stefania Berton / Ondřej Hotárek     | Italie     | 168.02 | 3               | 60.13           | 3               | 107.89          |
| 4    | Ksenia Stolbova / Fedor Klimov       | Russie     | 149.66 | 4               | 51.73           | 5               | 97.93           |
| 5    | Katarina Gerboldt / Aleksandr Enbert | Russie     | 148.94 | 7               | 47.40           | 4               | 101.54          |
| 6    | Ashley Cain / Joshua Reagan          | États-Unis | 138.02 | 5               | 49.03           | 6               | 88.99           |
| 7    | Brittany Jones / Kurtis Gaskell      | Canada     | 136.54 | 6               | 47.76           | 7               | 88.78           |

### Danse sur glace

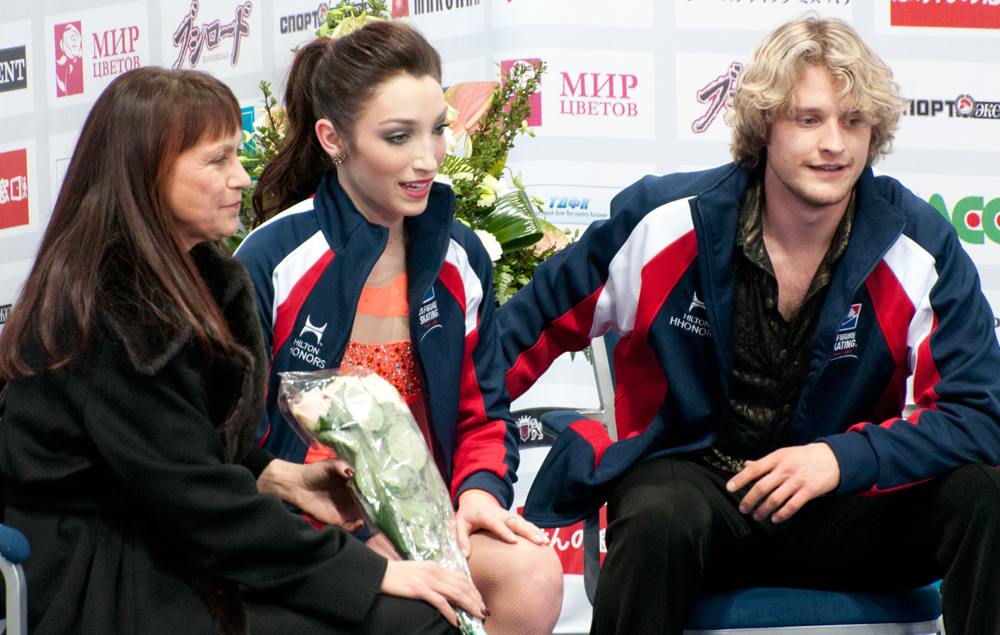
Les médaillés d'or Meryl Davis et Charlie White dans le kiss and cry avec leur chorégraphe Marina Zueva

| Rang | Nom                                     | Pays       | Points | Danse courte | Danse courte | Danse libre | Danse libre |
| ---- | --------------------------------------- | ---------- | ------ | ------------ | ------------ | ----------- | ----------- |
| 1    | Meryl Davis / Charlie White             | États-Unis | 179.06 | 1            | 69.94        | 1           | 109.12      |
| 2    | Kaitlyn Weaver / Andrew Poje            | Canada     | 161.18 | 2            | 64.45        | 2           | 96.73       |
| 3    | Ekaterina Bobrova / Dmitri Soloviev     | Russie     | 156.83 | 3            | 61.69        | 3           | 95.14       |
| 4    | Ekaterina Riazanova / Ilia Tkachenko    | Russie     | 132.73 | 4            | 55.83        | 5           | 76.90       |
| 5    | Isabella Tobias / Deividas Stagniūnas   | Lituanie   | 130.47 | 5            | 52.36        | 4           | 78.11       |
| 6    | Pernelle Carron / Lloyd Jones           | France     | 126.04 | 7            | 50.52        | 6           | 75.52       |
| 7    | Ekaterina Pushkash / Jonathan Guerreiro | Russie     | 124.53 | 6            | 52.05        | 7           | 72.48       |

## Sources
- Résultats de la Coupe de Russie 2011 sur le site de l'ISU
- Patinage Magazine N°129 (Janvier/Février 2012)